# Pterygosquilla armata
Pterygosquilla armata är en kräftdjursart. Pterygosquilla armata ingår i släktet Pterygosquilla och familjen Squillidae. Utöver nominatformen finns också underarten P. a. schizodontia.